# Горючка
Горючка — река в России, протекает в Саратовской области. Устье реки находится в 62 км по правому берегу реки Карамыш. Длина реки составляет 33 км, площадь водосборного бассейна — 211 км².

## Данные водного реестра
По данным государственного водного реестра России относится к Донскому бассейновому округу, водохозяйственный участок реки — Медведица от истока до впадения реки Терса, речной подбассейн реки — Дон между впадением Хопра и Северского Донца. Речной бассейн реки — Дон (российская часть бассейна).
Код объекта в государственном водном реестре — 05010300112107000008474.